# Zickerreith
Die Zickerreith ist eine 43 Hektar große Alm in der Gemeinde Rosenau am Hengstpaß im österreichischen Bundesland Oberösterreich. Die in Privatbesitz befindliche Alm liegt vor der Hengstpasshöhe  in einer Seehöhe von 960 m ü. A. Im Süden erheben sich die Haller Mauern. Auf einer Weidefläche von 16 Hektar werden etwa 25 Rinder behirtet. Die Zickerreith ist von Mai bis Oktober bewirtschaftet. Das Almgebiet ist über eine Straße erreichbar. Vor dem Almgebäude befindet sich ein großer Parkplatz, der Ausgangspunkt für Wanderungen zum Wasserklotz ist.